# Ragga Runt
Ragga Runt er en sang af Eddie Meduza. Sangen kan findes på albummet Scoop fra 2001. Dette er den sidste virkelig berømte sang, der blev udgivet af ham, mens han levede og den har næsten 15 millioner lytter på Spotify.
I Aftonbladet blev "Ragga Runt" kåret til Eddie Meduzas syvende bedste sang. I en uofficiel afstemning fra sommeren 2002 om Eddie Meduzas 100 bedste sange endte "Ragga Runt" på første plads.

## Tekst
I sangen spiller Errol Norstedt karakteren Bob Lewis, der synger om sit liv som en raggare. Teksten inkluderer derefter biler, øl, tøj, snus og med mere.